# Paradise Beach (Gàmbia)
Paradise Beach (en anglès, literalment Platja Paradís) és una platja verge rodejada de palmeres del sud de la costa de Gàmbia. Té uns 15 quilòmetres de longitud i se situa entre Tanji i Gunjur, a l'altura de Sanyang, que es troba 4 km terra endins.
S'hi troben a prop dos petits poblets de pescadors, i alguns pescadors ocasionals. També s'hi comença a notar la presència de turistes, amb un restaurant de platja.
El maig del 2013 les autoritats locals van arrasar els campaments de platja i restaurants discrets que feia més d'una dècada que eren gestionats per persones locals. El motiu va ser la neteja de l'espai per a poder fer un complex residencial de luxe, que finalment no es va fer per la caiguda del règim de Jammeh, el que va permetre el retorn de l'establiment de petits restaurants.